# Џо Џо Вајт
Џозеф Хенри Вајт (енгл. Joseph Henry White; Сент Луис, 16. новембар 1946 — Бостон, 16. јануар 2018) био је амерички кошаркаш. 

## Биографија
Играо је на позицији плејмејкера. Као аматер, играо је на Универзитету Канзас, где је два пута изабран у други тим Ол-Американа НЦАА дивизије. Вајт је био члан мушке кошаркашке репрезентације САД током Летњих олимпијских игара 1968. и освојио златну медаљу са екипом.
На НБА драфту 1969. године, Вајт је изабран као 9. пик у укупном поретку од стране Бостон селтикса, где је играо десет сезона, победивши у финалима НБА лиге 1974. и 1976. Проглашен за МВП финала 1976. године. Седмоструки учесник НБА Ол-стар утакмице, Вајт је поставио рекорд Селтикса са 488 узастопних одиграних утакмица. Вајтов дрес са бројем 10 Селтикси су повукли из употребе 1982. године, а 2015. примљен је у Нејсмит Меморијал кошаркашку кућу славних.

## Успеси

### Клупски
- Бостон селтикси:
  - НБА (2): 1974, 1976.

### Појединачни
- Најкориснији играч НБА финала: 1976.
- НБА Ол-стар меч (7): 1971–1977.
- Идеални тим НБА — друга постава (2): 1975, 1977.
- Идеални тим новајлија НБА: 1970.